# Marche Verte

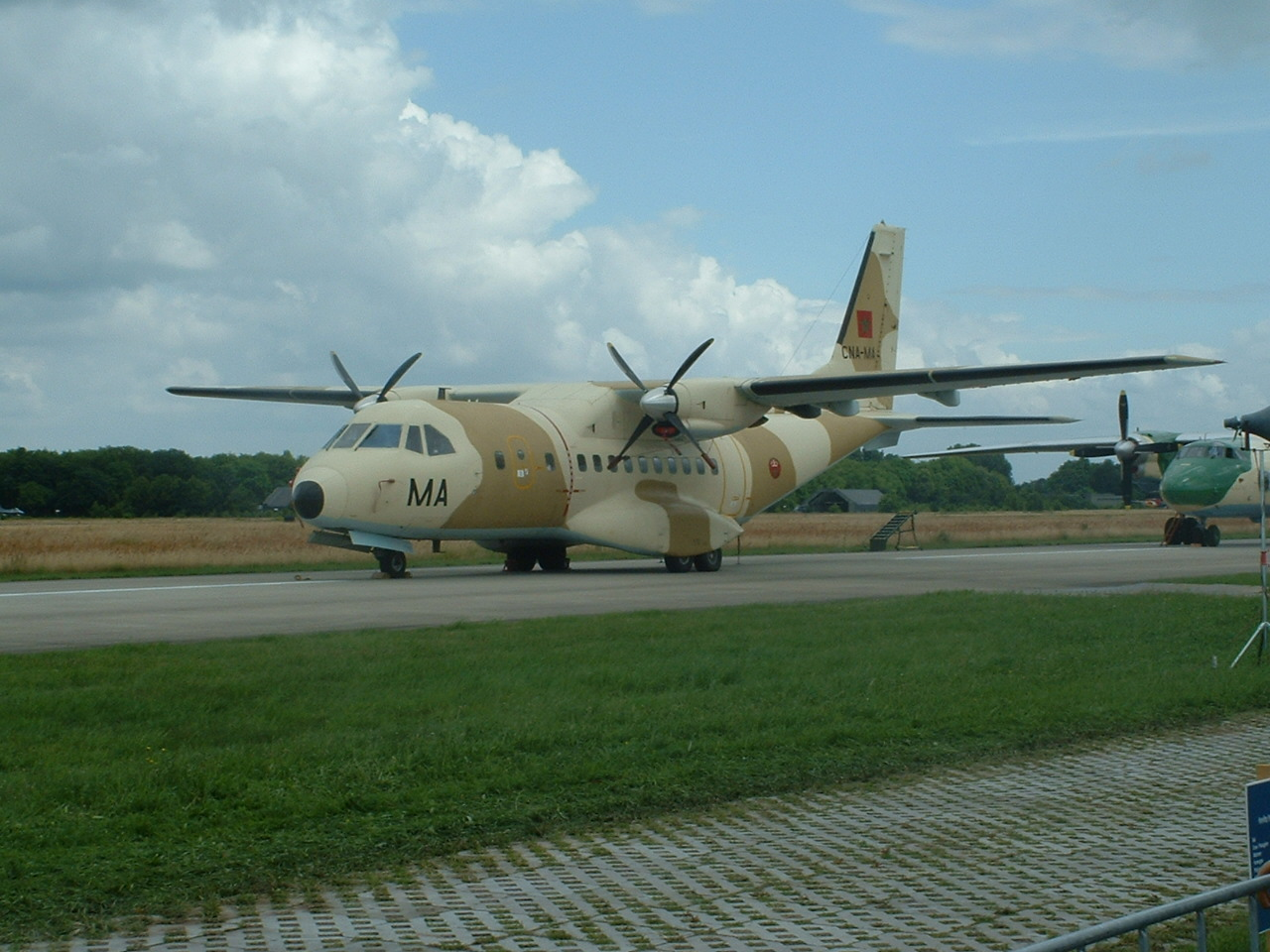
CASA CN-235, Supportflugzeug der Marche Verte

Marche Verte (Grüner Marsch) ist das Kunstflugdemonstrationsteam der Königlich Marokkanischen Luftwaffe und die offizielle Kunstflugstaffel von Marokko. Der französische Pilot Jean-Pierre Otelli wurde mit der Gründung der Kunstflugstaffel beauftragt. Ursprünglich bestand das Team nur aus zwei Flugzeugen, im Laufe der Zeit wurde es auf sieben vergrößert. Benannt ist die Staffel nach dem Grünen Marsch.
Das Team verwendet das französische Kunstflugzeug CAP 232. Das Team hat zur Unterstützung ein Transportflugzeug CASA CN-235.

## Flotte
- 7 Avions Mudry & Cie CAP 232
- 1 CASA CN-235